# Faïza Guène
Œuvres principales
- Kiffe kiffe demain
- Un homme, ça ne pleure pas
- La Discrétion

Faïza Guène, née le 7 juin 1985 à Bobigny (Seine-Saint-Denis), est une romancière et scénariste française.
Elle publie plusieurs romans, dont Kiffe kiffe demain, un best-seller traduit en vingt-six langues. Ses écrits explorent le thème de l’identité, notamment des Français issus de l’immigration maghrébine.

## Biographie

### Origine et trajectoire
Faïza Guène naît en 1985 à Bobigny de parents algériens et grandit avec son frère et sa sœur à Pantin. Son père, Abdelhamid Guène (1934-2013), arrivé en France en 1952, est mineur dans la région de Saint-Étienne puis maçon en région parisienne. Sa mère, Khadra, émigre en France en 1981. Pour Faïza Guène, les récits d’immigration de ses parents sont « complètement différents ». Son père arrive en France alors que l’Algérie est encore française, et sa mère rejoint ce dernier plusieurs années après l’indépendance. Elle vit une « enfance heureuse » bien qu’elle réside dans un logement insalubre, qui contraint sa famille à se laver dans les bains publics de la municipalité.
Enfant précoce, elle saute la classe du CP pour intégrer directement le CE1 ayant appris les lettres de l’alphabet et la lecture en regardant l’émission télévisée La Roue de la fortune. Elle est également initiée à la lecture et à l’écriture par un oncle venu d’Algérie et se met à griffonner des petites histoires qu’elle troque contre des bonbons, promettant à chacune de ses copines qu’elle en sera la princesse.
Ses parents déménagent aux Courtilières, un quartier populaire de Pantin, en Seine-Saint-Denis, alors qu'elle a 8 ans.
Après son baccalauréat, elle s’engage dans des études de sociologie à l’université Paris-VIII qu’elle abandonne par la suite.
Elle vit à Marseille. Elle a pour conjoint l'humoriste Djamil Le Shlag.

### Écriture

#### Les Engraineurs
À 13 ans, Faïza Guène écrit dans la gazette de son collège. Son professeur de français, Boris Seguin, décèle en elle « une bosseuse qui a du talent ». Elle se passionne pour les sessions de lecture qu’organise ce professeur. Notamment lorsque ce dernier lisait à haute voix le polar La Vie de ma mère ! de Thierry Jonquet.
Il lui propose d’intégrer un atelier d’écriture dirigé par l’association Les Engraineurs. Fondée par le producteur et réalisateur Julien Sicard et lui-même, cette association créée en 1998 a pour objet de « faire émerger une parole artistique » de Pantin notamment à travers l’écriture de scénarios.
Jusqu'à l’âge de 17 ans, elle écrit et réalise cinq courts-métrages. À 18 ans, elle obtient une subvention du CNC pour réaliser Rien que des mots dans lequel elle fait jouer sa mère.
Faïza Guène décrit sa réussite littéraire comme le fruit d'un « accident », plutôt que d’un « système qui marche ». Cet accident est sa rencontre avec Boris Seguin. Au début des années 1990, et à la surprise du rectorat, Boris Seguin demande à être muté en Seine-Saint-Denis, où il se présente comme un « fantassin de la fracture sociale » avec l’ambition d’être « le prof que je n'avais pas eu. Devenir ce qui m'avait manqué ».
Qualifié en 1996 de « hussard noir de la République » par le quotidien Libération, il porte une attention particulière au langage de ses élèves. Il est d’ailleurs coauteur de l’ouvrage Les Céfrans parlent aux Français (1996), dans lequel il élabore avec ses élèves du collège Jean Jaurès de Pantin un lexique de leur vocabulaire. L’ouvrage, qualifié par Le Monde de « formidable », est avant tout une véritable « entreprise sociale » pour Seguin car « décortiquer ce langage populaire, c'est le reconnaître comme langue digne d'intérêt ».

#### Premier roman
C’est à travers Les Engraineurs que Faïza Guène prend goût à l’écriture. « Dès le premier cours, j’ai adoré. Je venais tout le temps. Je peux dire aujourd’hui que je dois une partie de mon parcours à ce prof [Boris Seguin]. » Elle écrit « des tas de petites histoires sur des cahiers de brouillon […] pas pour en faire un livre, c’était plutôt un loisir. » C’est en lisant les quelques pages de ce qui deviendra Kiffe kiffe demain que Boris Seguin décide de les envoyer à sa sœur, Isabelle Seguin, éditrice chez Hachette Littératures. Cette dernière propose immédiatement un contrat d’édition à Guène, pour en publier 1 500 exemplaires.
En septembre 2004, à la sortie de Kiffe kiffe demain, Le Nouvel Observateur lui consacre une double page. Ce livre, publié à l’âge de 19 ans, est un succès. Vendu à plus de 400 000 exemplaires en France et à l’étranger, il est traduit dans vingt-six langues. L’écrivaine publie par la suite cinq romans, des comédies sociales, qui explorent l’identité, notamment des Français issus de l’immigration maghrébine.
En 2007, l’attachée de presse de Hachette Littératures reconnaissait que si Boris Seguin n’avait pas présenté les écrits de Faïza Guène à sa sœur « nous serions sans doute passés à côté du personnage, bloqués dans nos préjugés sur les jeunes des quartiers ».
L’écrivaine publiée par Hachette Littératures, puis Fayard depuis ses débuts, a rejoint Plon en 2020 pour la publication de son sixième roman La Discrétion.

## Créations littéraires
Les romans de Faïza Guène ont en commun de mettre en scène des personnages lucides sur leur position au sein de la société française, racontant le vécu des classes populaires issues de l'immigration maghrébine. Faïza Guène utilise une langue revigorée et souvent argotique, « une langue vivante et drôle ». Ce style particulier, assez courant dans de nombreux pays comme en témoignent les livres du romancier Irvine Welsh, est plutôt rare et déconsidéré dans la littérature française.
Son premier roman Kiffe kiffe demain (2004) est une comédie sociale. Il s'agit du monologue de Doria, une adolescente de 15 ans vivant à Livry-Gargan, un témoignage sur lequel s’appuie l’écrivaine pour traiter de l’identité. Pour le linguiste Marc Sourdot, la langue utilisée dans ce roman est celle du « je » et du « jeu », et les textes sont portés par des personnages qui distillent un regard frais, drôle et sans misérabilisme sur leur vie.
Dans Du rêve pour les oufs (2006), l’héroïne, Ahlème, est une jeune adulte de 24 ans vivant à Ivry-sur-Seine. Sa mère est tuée en Algérie lors de la décennie noire et, entre son père accidenté du travail qui perd la tête et son frère attiré par la délinquance, elle doit faire face à l’effondrement de sa structure familiale.
Les Gens du Balto (2008) décrit une autre facette des habitants de banlieue. Dans ce polar, l’écrivaine met en scène des personnages dans une ville de banlieue pavillonnaire en fin de ligne RER appelée Joigny-les-Deux-Bouts. Le meurtre du patron du Balto, un bar miteux, est le prétexte à un roman choral où témoignent différents personnages potentiellement coupables, face à un lieutenant de police. Les personnages sont issus de trois familles : « la franco-arménienne qui bat de l’aile, l’algérienne travaillée par des bifurcations générationnelles ou la française laminée par l’ennui et la « beaufitude » ».
Dans le drame familial Un homme, ça ne pleure pas (2014), l’écrivaine raconte l’histoire d’une famille issue de l’immigration algérienne, installée dans une maison avec jardin dans la ville de Nice. Les parents rêvent de voir leurs trois enfants grandir dans le respect des traditions familiales, infusées dans la culture algérienne et la religion musulmane. Les enfants ont une double culture et sont tiraillés sur leurs identités. Deux visions radicales s’opposent, celle de Dounia, l’aînée, qui croit en l’égalitarisme républicain, et celle de Mina, qui reste loyale à la culture de ses parents. Entre les deux, le frère cadet et narrateur, Mourad, ne veut pas choisir.
Millénium Blues (2018), un roman nostalgique sur les milléniaux, retrace une histoire d’amitié entre deux femmes, Carmen et Zouzou, que l’on voit grandir à travers les événements marquants du tournant du millénaire, avec ses joies et ses traumatismes. Qu’ils soient individuels ou collectifs (coupe du monde 1998, le 11 septembre 2001, les élections de 2002, la canicule, la grippe A, etc.). La Libre Belgique note : « Toutes proportions gardées, la plume de Faïza Guène fait penser à celle d’Yves Simon qui, dans nombre de ses romans, captait si bien l’époque et ses tumultes. »
Dans La Discrétion (2020), Faïza Guène raconte l’histoire de Yamina, une algérienne qui a connu un double exil, l’un à Ahfir au Maroc pendant la guerre d’Algérie, l’autre en France, à Aubervilliers. À l’aube de ses 70 ans, elle refuse de se laisser envahir par le ressentiment, « elle ne parle pas de son passé, de ses relations conflictuelles avec la France, de la douleur de son exil ». Ses quatre enfants « ne comprennent pas cette discrétion, héritent d’un sentiment d’humiliation. Et rien ne peut empêcher la colère, à un moment ou à un autre, de sourdre… ». Pour Le Monde des Livres, Faïza Guène est « épatante » dans sa manière de retranscrire la colère qui se transmet. « Que faire de cette colère ? Se laisser consumer par elle ou la combattre en ne lui laissant aucune prise, comme Yamina ? Faïza Guène maîtrise trop son sujet pour trancher, et accompagne ses personnages vers la lumière ».
En 2024, elle publie Kiffe-kiffe hier ?, un roman dans lequel on retrouve le personnage de Doria dans son premier roman Kiffe kiffe demain (2004). Doria a désormais 35 ans, vit à Bondy, elle a un enfant et s'apprête à divorcer.

## Thèmes

### Classe et culture populaire
Pour Faïza Guène, « être pauvre et avoir des origines étrangères est une double malédiction ». Elle précise que ce qui est important dans ses écrits est sa classe sociale : 

« Ce sont mes origines modestes, banlieusardes, prolo, populaires, cela me donne tellement de matière, ce que l’on a appelé “la France d’en bas”. C’est là que je me situe. »

 L’écrivaine raconte « des histoires de gens ordinaires, des antihéros aux revenus modestes ».

#### Banlieue parisienne
La banlieue parisienne est le cadre principal des romans de Faïza Guène. Dans un article intitulé Paris et ses banlieues dans les romans de Faïza Guène et Rachid Djaïdani, l’universitaire Mirna Sindičić Sabljo explique que les romans de ces deux auteurs permettent de saisir la complexité des espaces périphériques. Elle note une diversité du type de banlieues, celle des barres HLM dans Kiffe kiffe demain et celle de la banlieue pavillonnaire dans Les Gens du Balto. Pour Mirna Sindičić Sabljo, ces espaces sont à l’opposé des stéréotypes diffusés par les médias français. Dans les romans de Guène, elle note que ces espaces sont des « communautés fraternelles », « lieux d’une interaction sociale forte ». Les romans de Faïza Guène et de Rachid Djaïdani « contestent l’image mythifiée de Paris » et « démontrent l’hétérogénéité des banlieues » ainsi que leur relation avec la capitale.
Cette analyse sur la représentation de la banlieue dans le premier roman de Guène, loin des clichés, est également partagée par l’universitaire Mirka Ahonen. Aussi, les femmes du roman ne sont pas victimes d’un ordre patriarcal, elles parviennent à améliorer leur condition matérielle et sont solidaires.
Lors d’une conférence donnée en 2009, à l’occasion de la sortie de la traduction anglaise de Du rêve pour les oufs (Dreams from the Endz), Faïza Guène déplore la déshumanisation des habitants de la banlieue. Elle fait remarquer que les noms donnés aux grands ensembles sont souvent ceux d’insectes ou ceux évoquant la multitude. Elle donne comme exemple le quartier des Courtilières (une espèce d'insectes orthoptères) à Pantin où elle a grandi mais aussi « La Ruche » de Bobigny, la cité des 3000 à Aulnay-sous-Bois ou encore la cité des 4000 à La Courneuve. Elle explique avoir choisi pour cadre de son deuxième roman, dont le sujet est la précarité, la cité de l’Insurrection à Ivry-sur-Seine. Pour l'universitaire Mirelle Le Breton, Faïza Guène « ré-humanise » la banlieue contre les représentations stéréotypées. Elle change d’échelle, passant des « grands ensembles » à une communauté qui s’apparente à un petit village où les individus vivent dans la fraternité.

#### Cellule familiale
À 15 ans déjà, Faïza Guène avait exploré dans son court-métrage RTT la précarité sociale et affective qui survient dans les classes populaires dès lors que la cellule familiale éclate. Ce thème est récurrent dans l’ensemble de ses romans.
Dans Kiffe Kiffe demain, Du rêve pour les oufs et Millénium Blues elle explore les conséquences de la précarité de la cellule familiale monoparentale. Dans Un homme, ça ne pleure pas, la cellule familiale est ébranlée par le départ de la sœur ainée, qui coupe toute relation avec son milieu social et culturel d’origine.

#### Déterminisme social
Le concept du mektoub (qui signifie le « destin » en arabe) revient en filigrane dans les textes de Faïza Guène. Dès son premier roman, la narratrice, Doria, est abandonnée par son père. Seule avec sa mère, son destin parait tout tracé. Pour Doria, le mektoub est le « scénario » d’un film qu’elle n’a pas écrit et dont elle est simple actrice. « Le problème, c’est que notre scénariste à nous, il a aucun talent. Il sait pas raconter de belles histoires. »
Dans un premier temps, le mektoub rend Doria impuissante face à l’avenir. Pour elle, demain sera kif-kif (« pareil ») qu’aujourd’hui. Cependant, le fatalisme initial laisse la place à de l’optimisme dès lors qu’elle croit en sa capacité à agir sur sa vie. Elle peut espérer et kiffe kiffe (« aimer ») demain.
Chez l’écrivaine, le mektoub est une notion polysémique, il est tantôt un fatalisme qui vient s’opposer à la liberté individuelle, tantôt un déterminisme social, qui fige la trajectoire de ses personnages issus des classes populaires en bas de l’échelle sociale. La liberté et le droit au rêve sont revendiqués dans Kiffe kiffe demain mais aussi dans Du rêve pour les oufs par la voix de son héroïne Ahlème (dont le prénom signifie « rêve » en arabe).

#### Télévision et musique
Dans Kiffe kiffe demain la culture populaire est très présente avec des références au cinéma et aux émissions télévisées. D’ailleurs, l’héroïne du roman décrit la télévision comme « le Coran du pauvre ». En 2007, Faïza Guène déclare que son roman n’est pas autobiographique mais qu’elle rejoint son « personnage sur sa culture TV en béton armé ».
La télévision a plusieurs fonctions pour ses personnages, elle permet de rêver et d'avoir des modèles. Les séries télévisées permettent aussi de dégager des figures de la masculinité qu’admirent les narratrices de ses romans, à l’image de Charles Ingalls (La Petite Maison dans la prairie) dans Millénium Blues et Kiffe kiffe hier ? ou MacGyver dans Kiffe kiffe demain.
Dans Du rêve pour les oufs, ce sont les programmes de la télévision qui rythment la vie du « patron », le père de l’héroïne, cloué à la maison depuis son accident du travail au chantier. Chaque émission lui rappelle, lui qui a perdu la tête, la notion du temps (Télématin devient l’heure du café, Inspecteur Derrick, l’heure de faire la sieste, etc.).
La musique et les références aux chanteurs sont nombreux, de Idir, Barry White et Rihanna en passant par ABBA, dont la discographie sert de bande-son à la vie de la narratrice dans Millénium Blues.
Dans Kiffe kiffe hier ?, la belle-mère du personnage principal passe son temps devant l'émission Les Douze Coups de Midi.

### Intégration et assimilation
Les thèmes de l'intégration et de l'assimilation sont développés dans Un homme, ça ne pleure pas où le personnage de Dounia, un avatar de Rachida Dati, veut forcer le destin. Mourad, son frère cadet, décrit une sœur qui aurait aimé s’appeler Christine, et qui opère un processus de « christinisation » pour répondre au modèle français de l’assimilation. Dounia est à ses yeux ce que la République sait faire de mieux : « une réussite accidentelle ». En effet, elle a beau être transfuge, une femme politique, présidente d’une association féministe « fières et pas connes » (clin d’œil à Ni putes ni soumises), renier sa famille ainsi que sa culture arabo-musulmane au passage, elle est tout de même immédiatement renvoyée à ses origines par la presse qui la décrit comme « d’origine algérienne ».
Faïza Guène explore la question du destin des Français issus de l’immigration, la manière dont ils composent avec leurs identités multiples pour être acceptés comme des enfants de la République. Son personnage de Dounia est affectée par ce qu'elle décrit comme le « syndrome de Babar » : Babar est un petit éléphant dont la mère est tuée par un chasseur. Il est recueilli par une femme nommée Christelle qui lui apprend les bonnes manières. Il porte un costume trois-pièces, un nœud papillon, conduit une voiture mais est constamment renvoyé à sa condition d’éléphant.
Ce thème est aussi présent dans Kiffe kiffe demain. Pour Brinda J. Mehta, Faïza Guène montre « l’hypocrisie » de l’intégration à la française où toute différence est rendue suspecte, et où les descendants d’immigrés sont relégués à une citoyenneté de second rang, par des représentations (notamment médiatiques) stéréotypées.

### Identité et transmission
L’écrivaine explique que chacun de ses romans est une lettre d’amour à son père. En 2013, ce dernier décède après une longue maladie. C’est à cette période qu’elle a l’idée de son roman Un homme, ça ne pleure pas pour parler de transmission. « Quand j'ai perdu mon père, je me suis dit que lorsque cette génération de chibanis (« vieillards », en arabe maghrébin) sera partie, tout aura disparu avec eux. J'ai eu le sentiment qu'ils n'avaient jamais été reconnus à leur juste valeur, et qu'ils ne nous ont pas tout raconté ».
La figure du père est omniprésente dans l’ensemble des romans de Faïza Guène. Il est d’autant plus présent qu’il est absent physiquement (Kiffe kiffe demain) ou mentalement (Du rêve pour les oufs). Cette figure peut être tout aussi omniprésente par son silence (Un homme, ça ne pleure pas).
Pour l’universitaire Nour Seblini, Faïza Guène traite de l’identité des Français d’origine maghrébine, tiraillés entre l’injonction à l’assimilation et la préservation de leur héritage. Dans Millénium Blues, l’héroïne est initiée à cet héritage culturel par son père, immigré algérien. Il lui fait écouter A Vava Inouva d’Idir, une chanson kabyle inspirée de contes transmis oralement.
Bien que la figure du père soit centrale, la figure de la mère l’est tout autant. D’ailleurs, elle lui consacre son dernier roman, La Discrétion (2020). Elle déclare dans une interview donnée à Technikart que l’idée du roman lui est venue en écrivant un texte pour l’émission Boomerang d’Augustin Trapenard sur France Inter en janvier 2018. Dans ce texte titré La lourdeur des nuages, Guène résume la philosophie de cette génération d'immigrés qui ne voulait pas se faire remarquer : « Ici [en France], il faut rester discret. »
La question de l’identité est également abordée dans le recueil de nouvelles publié dans Chronique d’une société annoncée (2007) du collectif Qui fait la France ?. Dans un texte intitulé Je suis qui je suis, un clin d’œil à la chanson de Gloria Gaynor, I am what I am, elle raconte l’histoire d’un tueur mythomane qui s’invente de multiples identités, entre le réel et la fiction. Pour Isabelle Galichon, docteure en littérature, « Guène souligne les affres de la construction identitaire qui oscille entre transparence sociale et fiction : le travail de l’écrivain vise alors à rendre visible ceux qui disparaissent dans la société et à reconstruire ce qui semble disparate et éclaté ».

## Style
Faïza Guène revendique une écriture populaire, qui n’est pas destinée aux élites. Elle déclare que L'Attrape-cœurs de J. D. Salinger a « beaucoup compté » pour elle comme source d’inspiration mais qu’elle écrit avant tout de manière « intuitive ». Elle dit avoir écrit avant d’avoir lu, et que les mots lui venaient en écoutant les autres parler. Son rapport à langue, elle le décrit ainsi : 

« Je remixe la langue française en lui donnant des couleurs différentes de celles dont on la pare à Saint-Germain-des-Prés. Ce n’est pas un langage par défaut, je n’écris pas comme je parle mais je me sers de ce langage car je l’aime. »

### Oralité et traits argotiques
Les romans de Faïza Guène font la part belle à l’oralité et à l’argot. Ses écrits sont imprégnés de la culture des classes populaires. Dans un portrait réalisé en 2008 par Al Jazeera English, elle témoigne avoir grandi dans un foyer où il n’y avait pas d’étagères avec des livres, mais où régnait une culture de l’oralité.
Lors de la sortie de Kiffe kiffe demain, l’usage de la langue est perçu comme un « hybride » alliant le verlan et le français standard. Faïza Guène use de phrases courtes pour mettre en avant l’oralité et un rythme vif.
Focus Vif, note que dans Les Gens du Balto, Faïza Guène a « conservé l'oralité » et sa capacité à « reproduire les parlers les plus improbables ». Dans ce roman choral, l’oralité est adaptée à chaque personnage.
Pour la professeure Zineb Ali-Benali, le titre Un homme, ça ne pleure pas, « semble mimer l’oralité ». Pour l'universitaire Silvia Domenica Zollo, le roman apporte de nouveaux éléments linguistiques et stylistiques qui permettent à ses personnages une « déculturation » et une « reconstruction identitaire ». La « mise en scène de l’oralité » permet au narrateur, professeur niçois d’origine maghrébine affecté en Seine-Saint-Denis, de reconstruire une identité culturelle et linguistique au contact de ses élèves et de son cousin venu d'Algérie.

### Usage du verlan
Faïza Guène utilise des mots en verlan, dont l’usage est devenu populaire dans la langue française. Son usage de la langue a souvent interpellé et elle s’en est justifié en ces termes : 

« Je crois que certaines cultures admettent bien plus facilement l’évolution du langage et, en règle générale, les apports qu’on peut faire à la littérature aujourd’hui. J’ai trouvé cela moins figé en Scandinavie ou en Angleterre, par exemple. Cela me conforte dans l’idée qu’on construit de nouvelles choses, qu’en choisissant de m’intéresser à ces anti-héros du quotidien, je n’insulte en rien la noblesse de notre littérature qui doit s’ouvrir davantage ». »

Dans un article portant sur Kiffe kiffe demain, le professeur de linguistique Marc Sourdot estime que seules les « unités les plus courantes » du verlan sont utilisées, notamment celles référencées dans Le Petit Robert. Cette « langue urbaine inventive est souvent subversive ».
Aussi, l'universitaire et traductrice italienne Ilaria Vitali parle du « verlan et de cyberl@ngage » de Kiffe kiffe demain en indiquant que ce langage est un « sociolecte d’inclusion/exclusion sociale ». En effet, l’héroïne opère ce qu’elle qualifie de « code-switching » pour être comprise. Elle illustre son propos avec une scène du roman dans laquelle l’héroïne est frustrée de ne pas pouvoir utiliser des mots en verlan de peur de ne pas être comprise par sa psychologue. Brinda J. Mehta souligne quant à elle un usage du verlan comme un marqueur de l’identité d’une jeunesse marginalisée.
Dans son second roman Du rêve pour les oufs, l’esthétique de son texte interpelle L'Express : « Sa langue créative, mélange de verlan, de phrases châtiées et de proverbes africains de Tantie Mariatou, fait d'elle une porte-parole efficace, mais aussi un auteur à part entière. »

### Usage de l'arabe
Dans l’ouvrage collectif dirigé par Ilaria Vitali, Intrangers (II). Littérature beur, de l'écriture à la traduction (2011), les deux linguistes Alena Podhorná-Polická et Anne-Caroline Fiévet concluent que la reformulation des arabismes utilisés par Faïza Guène participent à la création de « ponts stylistiques » entre la France et le Maghreb. Ilaria Vitali qui a traduit du français à l’italien de nombreux romans « beurs » avance que les écrivains d’origine maghrébine sont à la fois écrivains et traducteurs dans la mesure où ils participent à l’initiation de leurs lecteurs à leur double culture.
Marc Sourdot souligne l’usage des mots arabes « bled, hchouma, haâlouf, chétane, kiffer ou flouse » dans Kiffe kiffe demain que l’écrivaine utilise dans la bouche de personnages arabophones. Il explique que le roman a connu un succès au-delà d’un public adolescent car l’auteure a su « surprendre sans dérouter ». Il utilise le concept de « l’écriture décentrée » développé par Michel Laronde, qui dans son ouvrage L’Écriture décentrée, la langue de l’Autre dans le roman contemporain (1997), énonce que cette écriture « rendrait compte de développements à l’intérieur de l’Hexagone d’une littérature marquée par des différences linguistiques et culturelles ancrées en partie dans l’origine étrangère des écrivains ». Dans les romans de Guène, les effets de styles ne se font pas au détriment de la compréhension, notamment avec l’usage systématique de la reformulation, d’intégration de termes équivalents ou de marqueurs métalinguistiques.
Le rapport à la langue arabe fait partie des thèmes du roman Kiffe kiffer hier ?. Faiza Guène inclut des courtes expressions en italien, en espagnol et en anglais, sans les traduire explicitement. Cela crée un contraste avec les expressions et phrases en arabe (dont la traduction est incorporée dans le texte, et non mise en note de bas de page), à partir desquelles la narratrice (Doria) interroge explicitement la liberté et le droit à utiliser cette langue sans être accusé d'islamisme, dans la France de 2024. La formule d'invocation bismillāhi r-Raḥmāni r-Raḥīmi apparaît à plusieurs reprises dans le corps du texte, en lettres arabes. Les phrases en arabe dialectal maghrébin (retranscriptions de propos tenus par la mère de la narratrice) sont en revanche transcrites en alphabet latin.

### Humour
Pour écrire sans misérabilisme sur les classes populaires, Faïza Guène utilise l’humour : « Je ne sais pas écrire des choses dures d’une manière dure. J’ai toujours besoin qu’il y ait de l’humour, de la légèreté pour venir adoucir tout ça. » Pour L’Obs ses « textes débordent de vie, d’humour ».
Dans Kiffe kiffe demain cela permet à l’écrivaine de décrire une réalité nuancée et loin des clichés sur la banlieue. L’humour est omniprésent dans Du rêve pour les oufs où Faïza Guène « s'avère être une excellente caricaturiste ». Pour L’Express, sa « langue [est] pleine de vannes et de lucidité […] ».
Dans Du rêve pour les oufs, « le discours que prête Guène à sa narratrice n’est ni celui de la défaite ni de l’abandon […] Il règne toujours un souffle d’espoir. Et puis, il y a l’humour qui caractérise le style de la romancière. »
Le Nouvel Observateur souligne les qualités de ses deux premiers romans (« des saynètes très drôles, une narratrice attachante, un vrai sens de l'observation ») mais déplore une écriture populaire « avec les mots du quotidien ». Pourtant cette écriture populaire est revendiquée par l’écrivaine dès ses débuts. En 2008, elle avance que ses écrits ne sont pas assez « nobles » pour les « élites parisiennes » pour être considérés comme de la littérature (« I like telling stories about ordinary people, anti-heroes of modest means […] not noble or interesting enough to belong to litterature or fiction »).
Pour sa critique portant sur Les Gens du Balto, Le Figaro note une « plume drôle et relevée ». Pour Le Point, le roman est « dôle et tendre ». La Croix note : « L’écriture "nature" et décomplexée de Faïza Guène se dévore sans effort et avec le sourire aux lèvres. »
Pour sa critique d'Un homme, ça ne pleure pas, L’Express note « un sens de la formule qui claque » et « un humour tendrement décapant ».
À la sortie du roman La Discrétion, la journaliste de France Info Laurence Houot note qu'elle « restitue avec pudeur et humour une histoire complexe ».

## Réception

### En France
Pour Faïza Guène, la banlieue est son « environnement » mais n’est pas le sujet de ses romans. Elle rappelle que Kiffe kiffe demain ne parlait pas de banlieue, « il parlait de l’adolescence ». Elle déplore la confusion qui règne chez certains journalistes entre « le livre et l’auteur ».
L’universitaire Mame-Fatou Niang explique la réception positive des romans de Faïza Guène dès lors que l’histoire a pour décor la banlieue de barres HLM. Pour elle, les romans de Faïza Guène sont encensés par le milieu élitiste de la littérature parisienne, non pas pour leurs qualités esthétiques, mais pour leurs qualités « ethnographiques » dans la mesure où ils sont reçus comme des documentaires sur la banlieue. C’est à la lumière de ce constat qu’elle explique la relégation de Guène dans les pages « Société » de la presse écrite. Elle en veut pour preuve le roman Les Gens du Balto, qui sort des sentiers battus de la banlieue verticale des barres HLM pour camper dans la banlieue horizontale des pavillons. Ce roman fut un échec commercial comparé aux deux premiers mais marque « un réveil douloureux » pour l’écrivaine. Elle prend conscience de « l’affirmation du rôle qu’elle jouait (malgré elle ?) dans le milieu littéraire ».
En 2018, Faïza Guène revient sur le tourbillon médiatique après la sortie de Kiffe kiffe demain, déclarant avoir le sentiment d’avoir été considérée comme « un singe savant ». En effet, le succès de son premier roman coïncide avec les émeutes urbaines de 2005. À L’Obs, elle déclare que les journalistes voulaient connaître son avis sur « le port du voile, l'immigration, les émeutes en banlieue… On me parlait de tout sauf de mon livre. J'étais considérée comme un écrivain de banlieue et pas comme un écrivain tout court ». Profitant du contexte social de 2005, certaines élites politiques françaises veulent en faire une porte-parole des banlieues. Elle décline les tentatives d’approche faites par différents ministères durant les présidences de Jacques Chirac et de Nicolas Sarkozy.
Dans son autobiographie, Mélanie Georgiades, plus connue sous son nom de scène Diam’s, décrit son amitié avec Faïza Guène qu’elle a rencontrée lors d’invitations faites par les médias à débattre sur des faits d’actualité car elles étaient considérées comme les deux « perles » de la banlieue. Les deux femmes étant réduites à représenter leur territoire d’origine et non leurs productions artistiques.

Pour Zineb Ali-Benali, Faïza Guène a été, consciemment ou non, une « anthropologue des siens » pour le milieu de la littérature parisienne. Elle évolue de la case de « beur », puis « intrangère » pour finir au « centre » de la littérature avec Un homme, ça ne pleure pas. C’est ainsi qu’elle place la critique enthousiaste de ce roman par François Busnel dans L’Express :
« Elle a fait du chemin depuis Kiffe kiffe demain ! On a découvert Faïza Guène en 2004 avec un premier roman qui, pour n'être pas très réussi, n'en fut pas moins un grand succès de librairie. Dix ans plus tard, la jeune femme s'est métamorphosée : elle s'est dotée d'un style, d'un ton, et a appris à raconter des histoires sans jamais verser dans le manichéisme, les généralités ou les raccourcis ».
Pourtant, dans un article consacré à l’évolution de l’écriture chez Faïza Guène, l’universitaire Ioana Marcu, note qu’Un homme, ça ne pleure pas garde le style originel de Guène comme l'usage de l'oralité. Après son deuxième roman de la « confirmation », ce roman est celui « l’âge adulte » avec un style arrivé à « maturité ».

### À l'étranger
La réception des écrits de Faïza Guène est différente entre la France et l’étranger. Si en dehors de l’Hexagone elle est comparée à « Zadie Smith ou à Monica Ali », en France, elle incarne selon l'universitaire Laura Reeck « la révolte, une révolte totale qui peut mener à tout, même au silence et surtout au silence lorsque l’on est sommé de parler ».
Dans l’ouvrage collectif Banlieue vues d’ailleurs (2016) dirigé par l’historien Bernard Wallon, il est rappelé que les universitaires spécialisés dans l’étude de la production des écrivains issus des banlieues sont principalement basés en dehors de l’Hexagone, notamment aux États-Unis, en Grande-Bretagne et en Italie. En effet, en France, cette littérature est « absente dans la plupart des anthologies et tentatives de classement dédiées à la littérature française contemporaine […] la critique universitaire française continue à ignorer ce corpus vaste qui compte pourtant des œuvres de qualité littéraire remarquable ». Pour lui, l’une des explications à cet état de fait serait structurel, les universités anglo-saxonnes par exemple ayant des départements de French Studies, influencés par les études postcoloniales et les études culturelles qui analysent les œuvres considérées comme mineures et/ou issues des minorités.
Dans ce même ouvrage, l’universitaire britannique Christina Horvath, spécialisée dans la littérature des auteurs issus de banlieue signe un article intitulé « Écrire la banlieue dans les années 2000-2015 » dans lequel elle énumère les raisons qui pourraient expliquer le déni des écrivains issus des banlieues dans le champ littéraire français : mépris pour le genre populaire et les genres mineurs, méfiance des universitaires hexagonaux à l’égard d’une littérature dont l’esthétique s’éloigne du « prestige du français standard normé, approuvé et certifié par l’Académie française ». Elle suppose également que les auteurs portant des noms étrangers ne seraient « pas suffisamment français » pour avoir une place dans les rayons « littérature française » ou intégrés dans les programmes scolaires. Pour finir, elle avance que les stéréotypes sur les banlieues, véhiculés par les médias, influencent les universitaires à ne pas croire en la capacité des auteurs résidant en banlieue d’être « dignes de leur attention ».
Cette analyse est partagée par la professeure de français Anouk Alquier dans un article publié en 2011 et intitulé « La banlieue parisienne du dehors au dedans : Annie Ernaux et Faïza Guène ». Elle y explique que les relents néocoloniaux au sein de la société française ne permettent pas de reconnaître les textes qui se passent en banlieue comme textes littéraires. Ils sont reconnus comme « textes exotiques, étranges, voire tabous ».
Dans une interview de Faïza Guène publiée en 2007 par le Contemporary French and Francophone Studies à la suite d’une tournée des universités américaines, elle déclarait avoir été confortée sur son travail, sur l’universalité de ses thèmes, ajoutant qu’en France, elle « en doute quelquefois car on a souvent besoin de me cantonner à la Banlieue ».

En 1995 déjà, Alec G. Hargreaves traduisait en ces termes la place inconfortable des écrivains français issus de l’immigration maghrébine : 

« La littérature issue de l’immigration maghrébine en France est une littérature qui gêne. Les documentalistes ne savent pas où la classer, les enseignants hésitent à l’incorporer dans leurs cours et les critiques sont généralement sceptiques quant à ses mérites esthétiques. »

## Le statut d'écrivaine

### Faïza Guène et Françoise Sagan
En 2004, la journaliste de L’Obs Anne Fohr encense Kiffe kiffe demain mais s’interroge : « Le premier roman d'une beurette de banlieue ne passe pas inaperçu. Quand c'est une petite merveille, c'est la ruée sur l'auteur, sa vie, son œuvre. On en fera peut-être un phénomène. Nouvelle Sagan des cités ou petite sœur de Jamel Debbouze? ». La « Sagan des cités » ou la « Sagan des banlieues », seront réutilisés dans la presse française mais également étrangère. Le seul point commun entre Françoise Sagan et Faïza Guène étant une entrée précoce dans le monde de la littérature (Françoise Sagan a publié Bonjour Tristesse en 1954 à l’âge de 18 ans).
En août 2006, pour la sortie de son deuxième roman Du rêve pour les oufs, Le Nouvel Observateur critiqua ce surnom où l’écrivaine « se retrouve homologuée « Sagan des cités » par quelques plumitifs en mal de formules passe-partout ». En octobre de la même année, Anne Fohr publie dans le même magazine une critique élogieuse du second roman de l’écrivaine, qualifiée cette fois-ci de « beurette phénomène » ou encore « une fille des cités surdouée».
Les surnoms l’assignant à la banlieue seront encore nombreux.« Plume du bitume », « Bridget Jones des banlieues » dont la « plume rafraîchissante de 21 ans [est] trempée dans le bitume de Seine-Saint-Denis », « titi de banlieue », « la plume de Pantin (Seine-Saint-Denis) ». Ou encore « une romancière qui a su incarner, plus que toute autre, une certaine littérature française du bitume ».
Dès sa première émission télévisée, l’universitaire Kathryn A. Kleppinger fait remarquer que Faïza Guène tente de recadrer la réception de son travail. Elle retranscrit un passage de l’émission On a tout essayé, diffusée le 11 octobre 2004 sur France 2 :

« — Laurent Ruquier : “Qu'est-ce que vous préférez, qu'on dise que vous êtes la Françoise Sagan des banlieues comme j'ai pu le lire, ou la petite sœur de Jamel Debbouze ?”
— Faïza Guène : “Si j'avais le choix, aucun des deux.” »

Faïza Guène continue à rejeter ces surnoms, y compris auprès de la presse étrangère, notamment dans une interview donnée au New York Times en 2004 (« I don't want to be the Sagan of the housing projects »). Pourtant, elle est présentée ainsi à chaque sortie d’un roman. En 2008, elle déclarait à ce sujet : « Des cités, des banlieues, c'est devenu un nom de famille, une particule. Si je vais sur la Lune, je serai l'Armstrong des quartiers, non ? »
Ce phénomène d’association des écrivains issus de la banlieue parisienne et de l’immigration maghrébine à des figures connues dans le milieu littéraire français est une pratique courante dans les médias hexagonaux. En organisant des dictées géantes par exemple, l’écrivain Rachid Santaki a été affublé du surnom de « Bernard Pivot des banlieues ».

### Légitimité
En 2016, Faïza Guène apparait dans le documentaire Nos plumes réalisé par Keira Maameri. Cette dernière tente de montrer les stéréotypes dont souffrent les artistes et écrivains issus de la banlieue parisienne dont Faïza Guène, Berthet, Rachid Djaïdani, ElDiablo et Rachid Santaki. Le documentaire traite de la question de la légitimité de ces auteurs dans le champ artistique et littéraire français.
L’usage d’une langue populaire et argotique est l’un des éléments qui participe à une forme d’exclusion de Faïza Guène du champ littéraire par la presse française. Les articles la concernant sont souvent classés dans la rubrique « Société » et non dans la rubrique « Littérature » ou « Culture », faisant de l’auteur un phénomène de société, plus qu’un phénomène littéraire.
En 2004, Le Nouvel Observateur fait sa critique de Kiffe kiffe demain dans sa rubrique « Société ». En 2006, Le Parisien titre son article « Faïza Guène, plume du bitume » dans sa rubrique « Société ». En 2008, le même journal titre « Parlez-vous le Faïza Guène ? » dans la même rubrique.
En 2006, elle déclare qu’en « France, c'est encore comme si je n'avais pas de légitimité, quand je regarde les émissions littéraires, je suis traumatisée ; on croirait qu'ils cherchent à tout prix à fermer le cercle… Et ce sont les mêmes qui ne comprennent pas comment les gens ne lisent pas ! » D’ailleurs, elle dit dans plusieurs interviews se sentir exclue du champ littéraire français.
À la question du Guardian sur l’éventualité qu’elle puisse recevoir un prix littéraire, elle déclare : « Les grands prix littéraires ? Vous plaisantez ? Jamais, de toute ma vie, jamais, je ne gagnerai un prix littéraire. Cela voudrait dire que j’écris de la littérature et qu’il y a des intellectuels dans les banlieues. C’est justement là-dessus que rien ne change et que cette vision néocolonialiste s’exprime… Les indigènes savent faire du sport, chanter et danser, mais ils ne peuvent pas penser. »
Pour l’éditeur Guillaume Allary, le premier roman de Faïza Guène est arrivé dans une séquence historique où il n’y avait pas de voix des banlieues parisiennes dans la littérature française, où le « milieu littéraire parisien » était « ignorant sur une large partie de la population française. »

## Traductions
Faïza Guène est la première écrivaine française issue de l’immigration maghrébine à avoir un succès mondial. La traduction de son premier roman en vingt-six langues crée dès lors de nombreuses analyses universitaires, notamment au sein des départements de French Studies, sur les stratégies adoptées par les traducteurs. En effet, la plupart des traducteurs normalisent (simplifient) Kiffe kiffe demain, lui faisant perdre ses caractéristiques originales, notamment ses mots en verlan et ses arabismes. Or, l’oralité, le verlan et les arabismes caractérisent le style de l’écrivaine.
Si l’œuvre de Guène traduit la culture des classes populaires issues de l’immigration maghrébine, avec un usage fréquent des arabismes, la traduction arabe de Kiffe kiffe demain a été la plus tardive. En effet, les universitaires Katrien Lievois, Nahed Nadia Noureddine et Hanne Kloots soulignent qu’en dépit de son succès, et des premières traductions publiées dès 2005 (en finnois, italien, néerlandais et serbe), la traduction arabe ne paraît qu’en 2010. Ils jugent la traduction arabe « déconcertante » avec un effacement total des spécificités esthétiques du roman transformé en arabe standard, dans un « registre formel ». La traduction de certains mots portent d’ailleurs à confusion. L’usage du mot « bled » est traduit par « balad », qui signifie « pays » en arabe standard, et est dépourvu de sa connotation « péjorative ». Ils soulignent que le titre arabe porte aussi à confusion, « kiffe kiffe » (aimer) sans voyelle étant lu « kaif kaif » (comment) par les arabophones.
Ils se sont également intéressés à la traduction espagnole et néerlandaise pour appréhender les stratégies retenues par les traducteurs. La version espagnole efface les références sociolinguistiques, notamment celle du titre, pour le traduire en Mañana será otro día. La traduction néerlandaise, Morgen kifkif, bien qu’elle garde certains mots arabe tels quels, utilise une langue neutre.
Pour l’universitaire Mattias Aronsson, qui s’est penché sur les deux premiers romans de Guène traduits en suédois, les mots argotiques, en verlan ou issus de la culture maghrébine sont souvent traduits dans une langue standard. « Ce procédé de normalisation rend le texte cible plus neutre et, peut-être, un peu moins singulier que l’original ». La traduction suédoise fait perdre à Kiffe kiffe demain sa culture maghrébine en usant de l’argotique espagnol plus présent dans la langue suédoise. Entre autres exemples, Mattias Aronsson évoque le passage du mot arabe « walou » à un équivalent espagnol « nada ». Il explique ce « transfert » car l’argot utilisé en Suède est largement influencé par les immigrés sud-américains.
La traduction américaine (Kiffe kiffe tomorrow) et italienne (Kif kif domani) restent fidèle au titre original. Pour l’universitaire Chiara Denti cela permet de rendre compte que le titre original est un « manifeste pour un demain hybride et hétérolingue ».
La presse anglaise a d’ailleurs salué la traduction de Kiffe kiffe demain (Just like tomorrow) qui retranscrit le style de Guène. L’argot utilisé est principalement celui de l’immigration jamaïcaine. Sarah Ardizzone, qui a traduit l’ensemble des romans de Guène a « travaillé sur le langage avec des jeunes de Brixton », un quartier populaire de Londres. En 2006, The Daily Telegraph saluait le travail de Ardizzone, qui a été capable de traduire avec « créativité » les traits argotiques du roman même si The Independent déplorait la perte au passage de certains traits d’humour.
En 2020, dans le cadre d’une conférence organisée par l’Institut Français de Londres, au Royaume-Uni, à l’occasion de la Journée Internationale du droit des Femmes, Faïza Guène et sa traductrice Sarah Ardizzone ont, entre autres, échangés sur leur relation traducteur-auteur de plus de 15 années, une relation amicale, qui donne à Guène une « perspective anglaise » de son travail.

## Cinéma

### Courts-métrages
Pour le directeur du département des études françaises et francophones de l'université de Californie, Dominic Thomas, les courts-métrages de Faïza Guène permettent un dialogue entre le centre et la périphérie. En 2010, il analyse la production de Faïza Guène et l'inscrit dans une dynamique portée par les descendants d’immigrés pour casser les stéréotypes véhiculés à leur égard. L’action de filmer et d’écrire a, selon lui, une « dimension thérapeutique » et permet à ces artistes de se réapproprier une image malmenée par les médias. Utiliser la caméra et la plume permet de rendre visibles les problèmes sociaux « et placent sous pression les idéaux et les valeurs républicaines ». Pour Dominic Thomas, les courts-métrages de Faïza Guène sont pertinents car engagés à contrer le discours médiatique, politique visant à « essentialiser et stigmatiser » les plus défavorisés au sein de la société.

#### La zonzonnière
Entre 2001 et 2002, Faïza Guène réalise deux courts-métrages avec Les Engraineurs, association basée à Pantin qui organise des ateliers d'écriture et des réalisations audiovisuelles. Elle réalise le premier en 2001 avec le producteur Julien Sicard, La zonzonnière, qui met en scène une adolescente déterminée à fuir sa famille avec son amie.

#### RTT
En 2002, elle n’a que 15 ans quand elle réalise seule le court-métrage RTT. Elle met en scène une mère célibataire qui se démène entre son travail de femme de ménage et l’éducation de ses enfants. Profitant d’une journée de repos en RTT, elle découvre que ses enfants basculent dans la délinquance. À travers ce court-métrage, Guène explore le rôle de la dislocation de la cellule familiale comme facteur de la délinquance juvénile. Elle raconte à la sortie de Kiffe kiffe demain que le projet avait manqué de tomber à l’eau, l’actrice principale ayant annulé sa participation la veille du tournage. C’est alors sa mère, Khadra Guène, qui interprète le rôle principal.

#### Mémoire du 17 octobre 1961
En 2002, elle réalise ce court documentaire qui relate le massacre du 17 octobre 1961 des manifestants algériens à Paris. Cinq mois avant la fin de la guerre d’Algérie, ils protestaient contre le couvre-feu appliqué aux seuls Maghrébins. La manifestation est réprimée et fait entre 30 et 300 morts.
Cette répression sur le sol français de travailleurs algériens est pendant longtemps un tabou. Faïza Guène déclare à ce propos : « Mes parents, ils ont connu la guerre d’Algérie, octobre 1961 à Paris. Ils ne veulent pas faire de bruit. Mais nous, on est nés ici, on ne se tait pas. »
L’universitaire Alison Rice rappelle que cet évènement est intégré et reconnu de manière symbolique dans Kiffe kiffe demain, dans un passage où l'héroïne relate l'amour que porte sa mère pour le maire de Paris, Bertrand Delanoë depuis qu'il a posé une plaque commémorative en souvenir des victimes.
Ce documentaire est réalisé avec Bernard Richard et financé par l'association Les Engraineurs.

#### Rien que des mots
En 2005, elle obtient une bourse du CNC afin de réaliser le moyen-métrage Rien que des mots où elle fait jouer sa mère pour la seconde fois.

### Scénarios
En 2010, elle retrouve Julien Sicard pour collaborer à un épisode de la série télévisée Histoires de vies diffusé sur France 2 qu’il dirige. Elle écrit le scénario de l’épisode 6 appelé Des intégrations ordinaires.
Elle participe à l’écriture du scénario et des dialogues du film Sol, réalisé par Jézabel Marques, et sorti au cinéma en 2020.
En 2022, Faïza Guène co-signe avec Cédric Ido et Julien Lilti le scénario de la série Oussekine sur Disney+ réalisée par Antoine Chevrollier (et diffusée sur la plateforme en mai 2022). Il s'agit de la deuxième création originale en langue française de Disney+ retraçant l'affaire Malik Oussekine. Pour Télérama « Antoine Chevrollier et ses coauteurs Faïza Guène, Cédric Ido et Julien Lilti [...] exploitent habilement les codes de la tragédie, du thriller et du mélodrame, et soignent la reconstitution historique – y compris en se rendant sur les véritables lieux de l’affaire, du hall de l’immeuble où Malik fut tué à sa tombe au Père-Lachaise. C’est exactement le genre de fictions qu’on aimerait voir plus souvent sur le service public. Espérons que les leçons de Mickey arrivent un jour aux oreilles des dirigeants de France Télévisions.» Pour Libération, il s'agit d'une « excellente » série, « complexe et engagée ». Pour Les Echos, le récit est « à la fois intime et puissant » et relate avec « finesse le combat poignant d'une famille pour faire entendre sa voix ».
Le Monde rapporte que l'actrice Hiam Abbass « a travaillé son arabe algérien » avec Guène pour incarner Aïcha, la mère de Malik Oussekine.

### Actrice
Faïza Guène tient son premier rôle au cinéma dans le film Sœurs (2020) de Yamina Benguigui. En 2022, elle joue dans le film La Cour des miracles de Carine May et Hakim Zouhani.

## Engagements

### Qui fait la France?
En 2007, Faïza Guène participe au collectif Qui fait la France ? (jeu de mots avec « kiffer »), qui déplore que la littérature ne soit qu’un « exutoire des humeurs bourgeoises ». Ce collectif d’écrivains aux « identités mêlées » réclame son droit à faire partie du paysage de la littérature française, dans sa diversité. Ils publient un recueil de nouvelles sous le titre de Chroniques d’une société annoncée.

### Lutte contre les stéréotypes
Faïza Guène est impliquée auprès d’associations, y compris celle qui l’a aidé à devenir écrivaine, Les Engraineurs. Elle déclare vouloir casser les stéréotypes et montrer que la littérature n’est pas « comme le golf : une activité réservée aux riches ».
L’écrivaine prend position pour que cessent les stéréotypes dont souffre son département de naissance, la Seine-Saint-Denis. Elle signe l’Appel des 93, un collectif lancé en avril 2005 par 93 personnalités dont l’objectif est de modifier le regard négatif du département. En 2006, elle devient la marraine du bateau Esprit93 pour le Transat AG2R.

### Représentation des femmes
Faïza Guène collabore avec l’enseigne de parfum et cosmétiques Officine Universelle Buly 1803, à l’écriture de textes où elle explore avec humour la beauté féminine,. D’ailleurs, elle intervient dans le podcast Kiffe ta race pour déconstruire les stéréotypes qui touchent les femmes racisées dans un épisode intitulé « La geisha, la panthère et la gazelle ». En 2020, elle participe à l’ouvrage collectif féministe Ceci est mon corps.

### Éducation
Faïza Guène est marraine et participe régulièrement aux initiatives de La dictée pour tous, une association qui organise des dictées géantes dans les quartiers populaires.
En 2018, elle inaugure une bibliothèque qui porte son nom dans le 13e arrondissement de Paris. Le nom de cette bibliothèque rattachée au centre social « 13 pour tous », est choisi par les femmes qui le fréquentent et qui avaient lancé, dix ans auparavant, leur premier diner littéraire avec Kiffe kiffe demain. Faïza Guène déclare à cette occasion son soutien au travail de terrain de ce centre social qui met en avant l'importance de la lecture.

### Santé
En 2019, elle se rend en Haïti pour le tournage de De vos propres yeux, une websérie produite par l’ONG Solidarités International qui intervient depuis 9 ans dans ce pays afin d’éradiquer le choléra.

### Jardins des Vertus
En juillet 2021 elle participe à l'émission Plumard d'Augustin Trapenard qui explore la littérature sur le « territoire de l'invité ». Le territoire en question, choisi par la romancière, sont les parcelles des Jardins des Vertus menacées de destruction, où des familles d'Aubervilliers et de Pantin dont sa mère ont des jardins partagés. Guène, qui avait fait de ces jardins l'un des cadres de son roman La Discrétion, regrette leur destruction programmée dans le cadre de la construction d'un centre aquatique destiné aux Jeux Olympiques de Paris 2024. Pour elle, il s'agit d'un « patrimoine populaire » car « certains habitants ne quittent jamais la Seine-Saint-Denis. Ils n'ont pas une vie rose tous les jours, alors cet espace est un petit luxe en zone urbaine. Je les soutiens parce que je trouve cette destruction injuste [...]. Les personnes issues de l'immigration, qui possèdent des jardins, viennent souvent des campagnes dans leur pays d'origine. Petite, ma mère grimpait sur un figuier en Algérie. Or, un figuier pousse sur sa parcelle. Comme si l'arbre montrait symboliquement que cela devient chez elle. »

## Hommages
Dans son quatrième et dernier album SOS, sorti en 2009, Diam's rend hommage à Faïza Guène dans sa chanson L’Honneur d’un peuple où elle chante « En attendant j'aime les lettres et je lis Faïza Guène ».
En 2019, le producteur Chakib Lahssaini lance la websérie Kiffe aujourd’hui, diffusée sur France.tv Slash et sur YouTube, dont le titre est un « clin d’œil » à Kiffe kiffe demain, un « livre générationnel qui racontait le quotidien d’une jeune fille des quartiers dont les soucis étaient les séries qu’elle regardait l’après-midi, les histoires d’amour… Elle était parfaitement ordinaire et aurait pu s’appeler Monique, Germaine ou Fatoumata : elles ont toutes les mêmes problèmes à cet âge-là. »

## Publications

### Romans
- Kiffe kiffe demain, Hachette littératures, 2004  (ISBN 2-01-235706-7)
- Du rêve pour les oufs, Hachette littératures, 2006  (ISBN 2-0123-7236-8)
- Les Gens du Balto, Hachette littératures, 2008  (ISBN 978-2-01-237405-8)
- Un homme, ça ne pleure pas, Fayard, 2014  (ISBN 978-2-213-65514-7)
- Millénium blues, Fayard, 2018  (ISBN 2213681244)
- La Discrétion, Plon, 2020  (ISBN 225928244X)
- Kiffe kiffe hier ?, Fayard, 2024  (ISBN 978-2213726823)

### Collectifs
- Chroniques d'une société annoncée, collectif Qui fait la France ?, Stock, 2007  (ISBN 2234060737)
- Ceci est mon corps, Rageot, 2020  (ISBN 2700275446)

### Livres d'art
En 2020, la Folio Society publie une série limitée de 750 coffrets contenant une reproduction de la version originale de The Story of Babar de Jean de Brunhoff, ses croquis ainsi qu’un recueil de textes de Faïza Guène, Adam Gopnik et Christine Nelson.

### Direction littéraire
Faïza Guène a été la directrice littéraire, du premier roman de Grace Ly, Jeune Fille Modèle. Le roman retrace le parcours de Chi Chi, adolescente française issue de l’immigration sino-cambodgienne, qui raconte sa quête d’identité.

## Filmographie

### Réalisatrice
- 2001 : La Zonzonnière coréalisé avec Julien Sicard (court métrage)
- 2002 : RTT (court métrage)
- 2002 : Mémoire du 17 octobre 1961 (court métrage documentaire)
- 2004 : Rien que des mots (moyen métrage)

### Scénariste
- 2001 : La Zonzonnière coréalisé avec Julien Sicard (court métrage)
- 2002 : RTT d'elle-même (court métrage)
- 2002 : Mémoire du 17 octobre 1961 d'elle-même (court métrage documentaire)
- 2004 : Rien que des mots d'elle-même (moyen métrage)

- 2010 : Histoires de vies (série télévisée), épisode Des intégrations ordinaires de Julien Sicard
- 2016 : Jour polaire (série télévisée) (consultante)
- 2020 : Sol de Jézabel Marques
- 2022 : Oussekine d'Antoine Chevrollier (mini-série télévisée)
- 2024 : La Pampa d'Antoine Chevrollier

### Actrice
- 2020 : Sœurs de Yamina Benguigui : Soumaya
- 2022 : La Cour des miracles de Carine May et Hakim Zouhani : Madame Nedjar
- 2022 : Salam de Houda Benyamina, Anne Cissé et Diam's : elle-même